# Sam Riley
Sam Riley (Menston, 8 de janeiro de 1980) é um ator  e diretor britânico, mais conhecido pela atuação como Ian Curtis no filme Control, de 2007, um filme biográfico sobre o líder da banda britânica Joy Division. Sua performance rendeu-lhe o British Independent Film Award como Novato Mais Promissor.
Sam foi o vocalista da banda 10,000 Things nos primeiros anos, que alcançou sucesso moderado. Em setembro de 2007, Sam foi escalado para o filme de ficção científica Franklyn, de Gerald McMorrow. Interpretou Diaval no filme Malévola.
Sam Riley vive atualmente em Berlim com seu filho Ben e sua esposa, a atriz Alexandra Maria Lara, com quem casou-se em 2009.
Em 2014 volta as telas como o corvo Diaval, o servo da bruxa Maleficent, interpretando ao lado de Angelina Jolie.
Em 2016 vive o personagem Mr. Darcy, no longa: Orgulho e preconceitos e zumbis, fazendo par romântico com Lily James.